# الغارة المجرية على الأندلس (942)

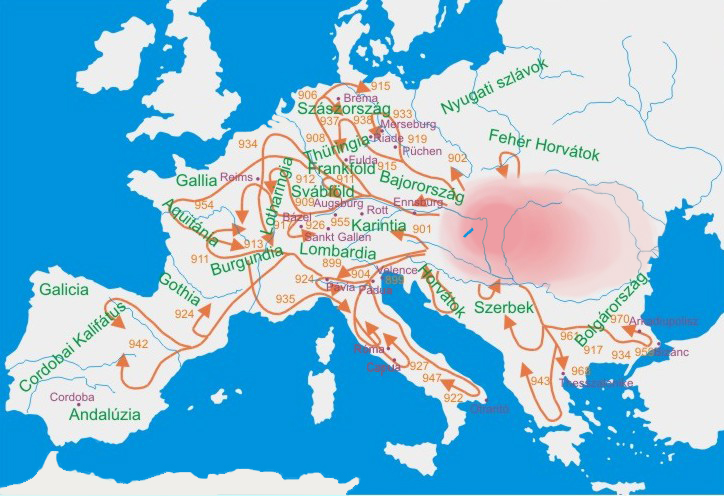
خريطة الغزوات المجرية في أوروبا.

الغارة المجرية على الأندلس هي غارة وقعت في يوليو 942. أغار المجريون عليها خلال فترة هجرتهم إلى أوروبا الوسطى بعد أن شنوا غارة كبيرة سنتي 924-925، في نيمة وجبال البرانس. 

## وصف الغارة
الوصف التفصيلي الوحيد للغارة التي وقعت عام 942 أورده ابن حيان في كتابه المُقتبِس في تاريخ الأندلس والذي كتبه قبل وقت قصير من وفاته عام 1076. تستند رواياته على مصدر مفقود من القرن العاشر.فحسب رواية ابن حيان، مرت مجموعة المجر عبر مملكة اللومبارد (شمالي إيطاليا)، ثم عبروا إلى جنوب مملكة الفرنجة الغربية، واشتبكوا على طول الطريق. ثم قاموا بغزو الثغر الأعلى، المقاطعة الحدودية الشمالية الغربية لخلافة قرطبة. وفي 7 يوليو 942، بدأ الجيش الرئيسي حصار لاردة. إذ كانت عذه الأخيرة ووشقة وبربشتر يحكمها أفراد من عائلة بني طويل: إذ يحكم موسى بن محمد الطويل ووشقة ولاردو، بينما كانت بربشتر تحت سيطرة أخيه يحيى بن محمد الطويل. أثناء حصار لاردة، أغار سلاح الفرسان المجري على وشقة وبربشتر، حيث أسروا يحيى في مناوشة في 9 يوليو.

### معلومات المنشورات كاملة
- Bakay، Kornél. "Hungary". The New Cambridge Medieval History, Volume 3, c.900–c.1024. ص. 536–552.
- Róna-Tas، András (1999). Hungarians and Europe in the Early Middle Ages: An Introduction to Early Hungarian History. Budapest: Central European University Press.